# Opilia campestris
Opilia campestris är en tvåhjärtbladig växtart som beskrevs av Adolf Engler. Opilia campestris ingår i släktet Opilia och familjen Opiliaceae.

## Underarter
Arten delas in i följande underarter:
- O. c. glabra
- O. c. strobilifera